# Forvo
Forvo是一免費的線上發音網站，全世界所有的人都可以通過該網站以自己的母語爲詞彙發音，並試聽來自其他人爲單詞進行的發音和添加新的詞語。
Forvo於2013年12月21日在其官方博客中宣佈，其同有道詞典成爲合作伙伴——爲有道提供發音。